# James Cochran Stevenson
James Cochran Stevenson (9 octobre 1825 - 11 janvier 1905) est un industriel britannique à Tyneside et un politicien libéral qui siège à la Chambre des communes de 1868 à 1895.

## Biographie
Il est né à Glasgow, fils de James Stevenson (marchand) (en), marchand de Glasgow et de son épouse Jane Stewart Shannan, fille d'Alexander Shannan, marchand de Greenock. Il fait ses études au lycée de Glasgow (où il est médaillé d'or dans les classes de mathématiques junior et senior) et à l'Université de Glasgow. La famille déménage à Jarrow en 1844 lorsque son père est devenu associé de la Jarrow Chemical Company qui est une usine d'alcali. Après la retraite de son père en 1854, James dirige l'entreprise avec l'un des associés de son père, John Williamson. Sous leur contrôle, elle est devenue la deuxième plus grande entreprise chimique du Royaume-Uni.
Stevenson prend une part active à la vie civique, faisant campagne pour l'amélioration de l'assainissement, l'élargissement des routes, les plans de développement de la rivière Tyne et plus encore. Il est commissaire à vie nommé par la Tyne Improvement Act et président des Tyne Pilotage Commissioners. Il est maire de South Shields et juge de paix pour le comté de Durham et South Shields. Il est lieutenant-colonel commandant les 3rd Durham Artillery Volunteers, membre du General Council of Glasgow et Fellow de l'Institute of Chemistry . Il est également pendant un certain temps le propriétaire de la Shields Gazette.
Aux Élections générales britanniques de 1868 Stevenson est élu député pour South Shields . Il occupe le siège jusqu'aux élections générales de 1895 .
Stevenson était un homme religieux avec un fort sens du devoir public et de l'engagement envers la région, mais ses usines chimiques, utilisant le procédé Leblanc, ont causé de la pollution et imposé des conditions de travail difficiles aux employés, bien qu'il s'agisse de la première usine de Tyneside à offrir un samedi après-midi de vacances .

## Famille
Stevenson épouse Elisa Ramsay Anderson, fille du révérend James Anderson, de Morpeth en 1855. Leur fille Hilda est également députée et épouse Walter Runciman, 1er vicomte Runciman de Doxford (1870-1949), qui est un membre important des gouvernements Baldwin et Chamberlain dans les années 1930. Une autre fille, Louisa, épouse Sir Kenneth Skelton Anderson, 1er baronnet d'Ardtaraig (1866-1942), le fils du révérend Alexander Anderson et Mary Gavin d'Aberdeenshire. Il est le propriétaire de l'Orient Steam Navigation Company.
Il a de nombreux frères et sœurs, dont Flora Stevenson (en), John James Stevenson (en) et Louisa Stevenson (en).